# Microlinyphia mandibulata punctata
Microlinyphia mandibulata là một loài nhện trong họ Linyphiidae.
Loài này thuộc chi Microlinyphia. Microlinyphia mandibulata punctata được Ralph Vary Chamberlin & Wilton Ivie miêu tả năm 1943.